# Avdija Vršajević
Avdija Vršajević (* 6. März 1986 in Tešanj, Jugoslawien) ist ein bosnischer Fußballspieler. Der Rechtsverteidiger spielt derzeit für den bosnischen Verein NK Čelik Zenica.

## Karriere
Avdija Vršajević spielte in seiner Jugend für NK TOŠK Tešanj und später für FK Željezničar Sarajevo. In Sarajevo wurde der Angreifer zur Saison 2004/05 in den Erstligakader aufgenommen. Nach einem Jahr wechselte Vršajević zum Ligakonkurrenten NK Čelik Zenica.
Im Sommer 2007 wurde der Bosnier von Sparta Prag verpflichtet. Beim tschechischen Rekordmeister unterschrieb der Stürmer, der auch im offensiven Mittelfeld eingesetzt werden kann, einen Vierjahresvertrag. Noch vor Saisonstart wurde Vršajević, der aufgrund eines Visumproblems das Trainingslager der Prager in Kärnten nicht mitmachen konnte, an den SK Kladno ausgeliehen.
Im Sommer 2008 wechselte er zunächst auf Leihbasis zum slowakischen Klub 1. FC Tatran Prešov, im Winter 2008/09 unterschrieb der Bosnier dort einen Drei-Jahres-Vertrag. Vršajević steht seit 2012 beim kroatischen 1. Ligisten Hajduk Split unter Vertrag.
Zur Saison 2015/16 wechselte er in die türkische Süper Lig zum Aufsteiger Osmanlıspor FK. Für Osmanlıspor FK spielte Vršajević 65 Ligaspiele. Im Sommer 2018 wechselte er zu Akhisar Belediyespor.

## Nationalmannschaft
Avdija Vršajević spielte für die Fußballnationalmannschaft von Bosnien-Herzegowina. Vršajević gehört zum 23er Kader der Fußball-Weltmeisterschaft 2014.
Am 25. Juni 2014 erzielte er in der 83. Minute sein erstes und Bosniens drittes Tor zum 3:1 für Bosnien und Herzegowina gegen den Iran im letzten Gruppenspiel, wo er auch sein WM-Debüt feierte. Er hat insgesamt 17 Länderspiele bestritten und dabei zwei Tore erzielt. Sein letztes Länderspiel bestritt er beim WM-Qualifikationsspiel im März 2017 gegen Gibraltar.